# Everdrup (plaats)
Everdrup is een plaats in de Deense regio Seeland, gemeente Næstved. De plaats telt 258 inwoners (2008).